# Dangriga
Dangriga es la capital del distrito de Stann Creek, Belice. En el último censo realizado en 2000, su población era de 8.814 habitantes. A mediados de 2005, la población estimada de la ciudad era de 10.800 habitantes.
Es una de las ciudades que más ha crecido en tema de población en los últimos años y su población actual es de 17.672 personas

## Personalidades notables de Dangriga
- Arlie Petters, matemático y astrofísico

## Galería

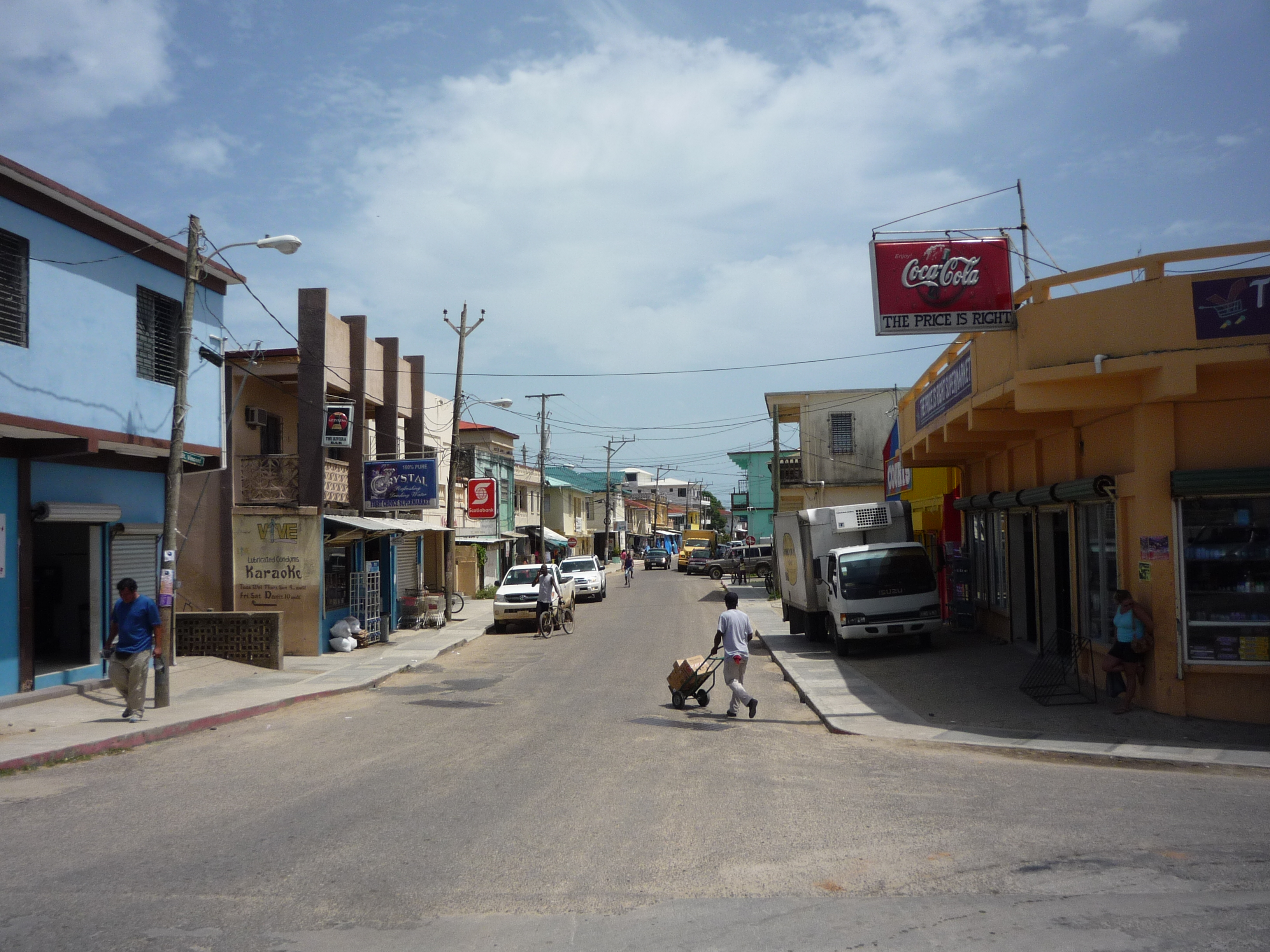
Dangriga main street
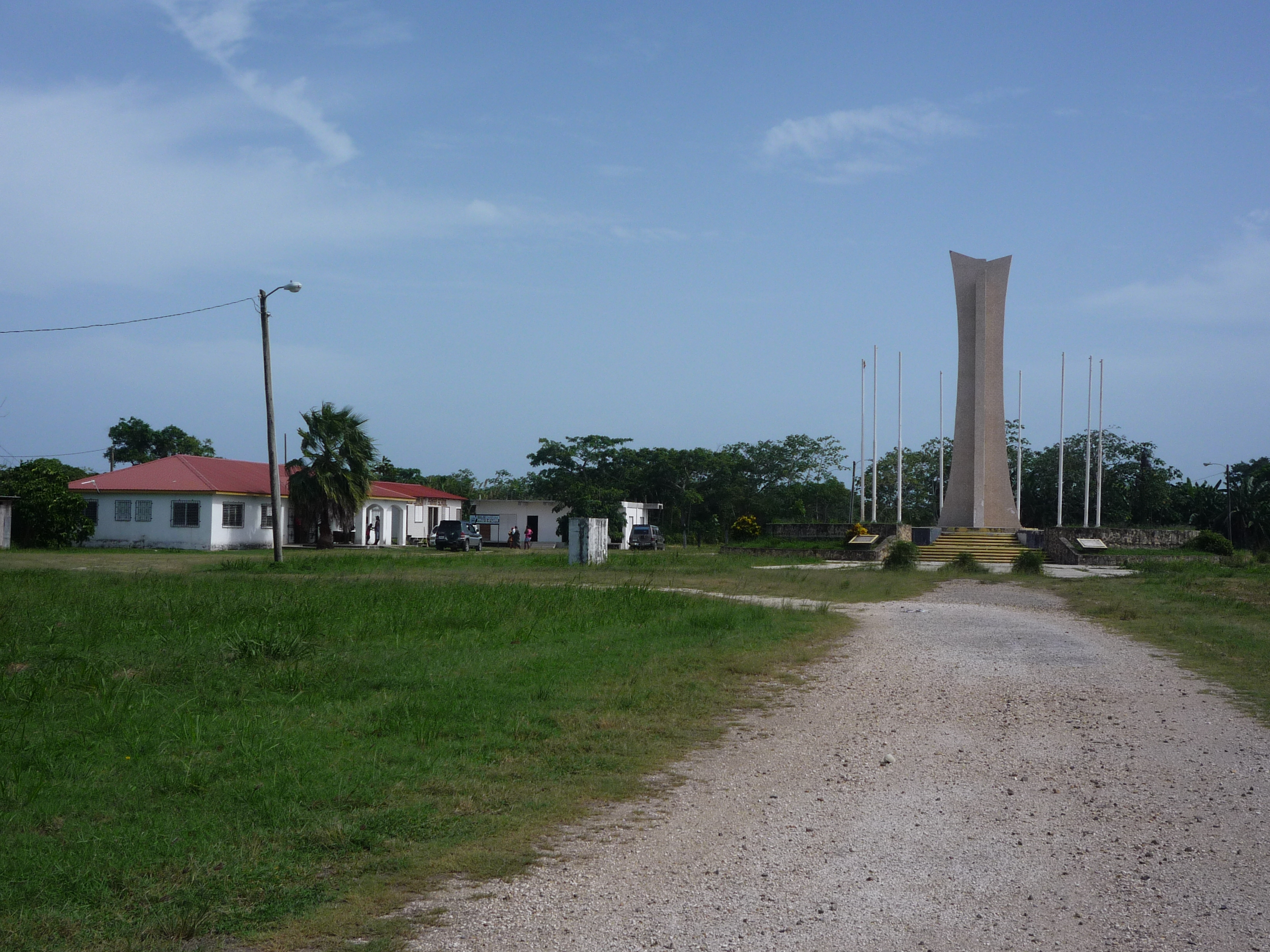
Garifuna Gulisi Museum
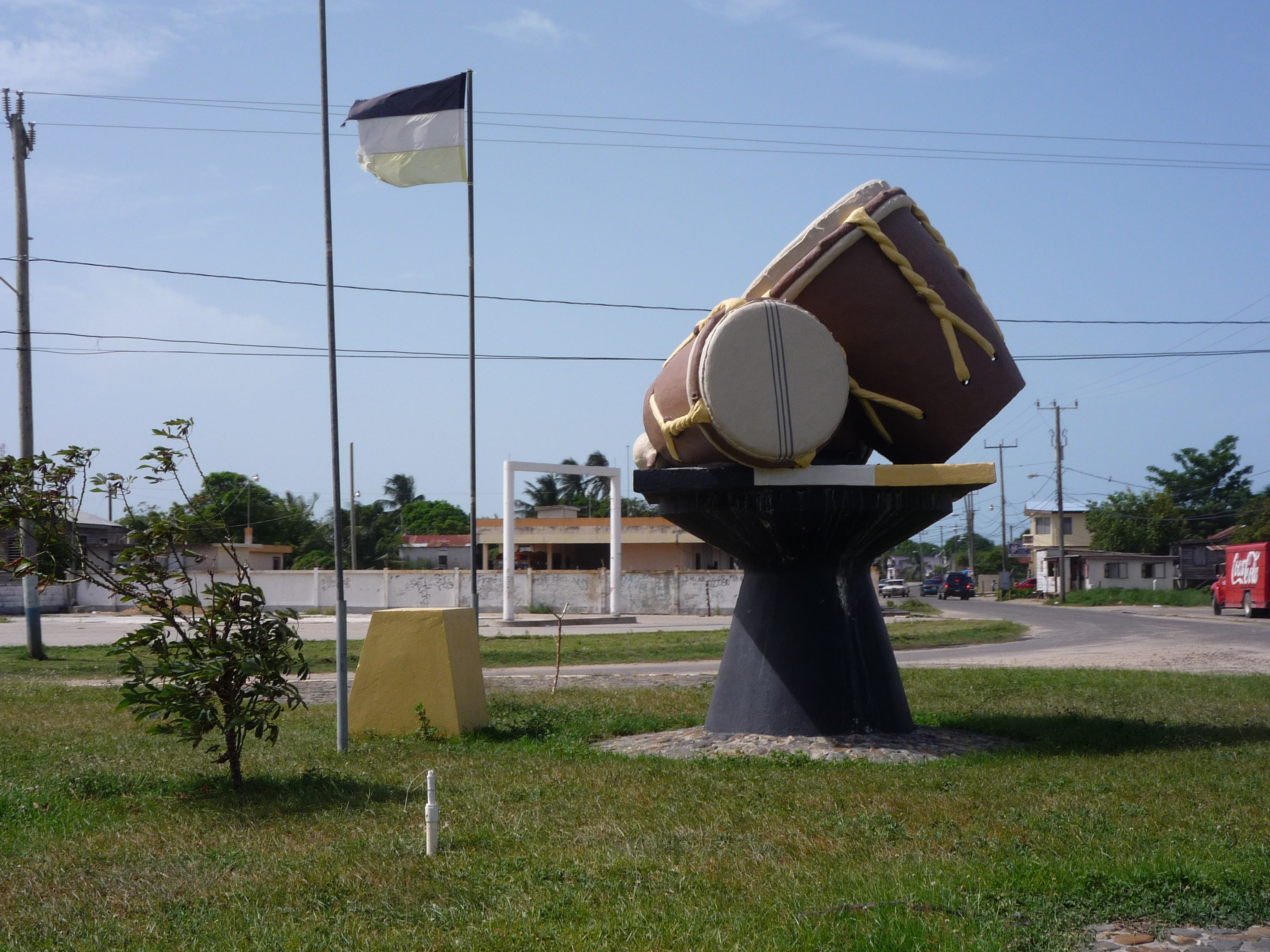
"Drums of Our Fathers" Monument
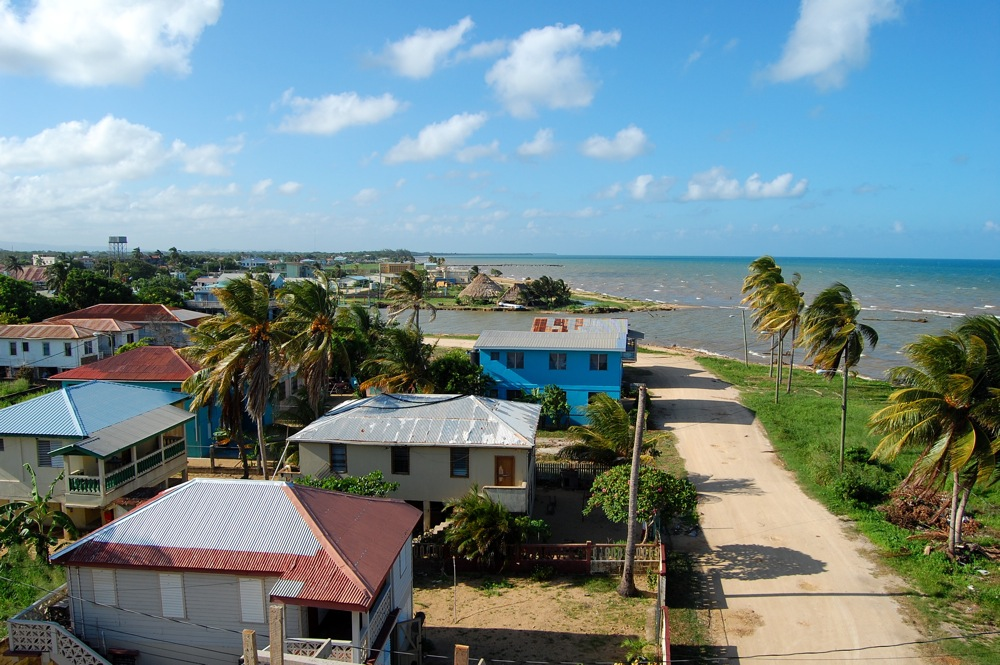